# François Missoffe
François Missoffe (* 13. Oktober 1919 in Toulon; † 28. August 2003 in Rouen) war ein französischer Politiker und Diplomat.
Er war von August 1961 bis Dezember 1962 Staatssekretär für Binnenwirtschaft in der ersten Regierung von Michel Debré und der ersten Regierung von Georges Pompidou. In Pompidous zweiter Regierung war er der erste (und einzige) Minister für die Rückführung der nach dem Algerienkrieg vertriebenen Franzosen. Nachdem das Ziel, eine Million Pieds-noirs in Frankreich aufzunehmen und unterzubringen, am 23. Juli 1964 erreicht war, wurde das Ministerium aufgelöst. Anschließend war Missoffe französischer Botschafter in Japan.
In der dritten und vierten Regierung von Georges Pompidou (8. Januar 1966 bis 31. Mai 1968) war Missoffe Jugend- und Sportminister und in dieser Funktion unter anderem für die Koordination der Vorbereitungsarbeiten im Hinblick auf die Olympischen Winterspiele 1968 in Grenoble verantwortlich. Bei der Einweihung eines Schwimmbads am 8. Januar 1968 in Nanterre wurde er von Daniel Cohn-Bendit öffentlich kritisiert. Dieses Ereignis gilt als einer der Auslöser der Mai-Unruhen.
Missoffe vertrat als Abgeordneter der Nationalversammlung das 17. Arrondissement von Paris, von 1958 bis 1963 und von 1968 bis 1974. Diesen Sitz hielt später seine Ehefrau Hélène Missoffe (geb. Mitry), danach seine Tochter Françoise de Panafieu. Missoffe war außerdem der Schwager von Jean François-Poncet.
| Personendaten    | Personendaten           |
| ---------------- | ----------------------- |
| NAME             | Missoffe, François      |
| KURZBESCHREIBUNG | französischer Politiker |
| GEBURTSDATUM     | 13. Oktober 1919        |
| GEBURTSORT       | Toulon                  |
| STERBEDATUM      | 28. August 2003         |
| STERBEORT        | Rouen                   |